# Aeroporto Internacional Zumbi dos Palmares
Luchthaven Maceió/Zumbi dos Palmares, vroeger ook wel Luchthaven Campo dos Palmares genoemd, is de luchthaven van Maceió, Brazilië. Sinds 16 December 1999 draagt de luchthaven de naam van Zumbi dos Palmares (1645–1695) een leider en held die vocht voor de vrijheid van slaven.
De luchthaven wordt uitgebaat door Infraero.

## Historie
Het luchthavencomplex onderging een grootschalige verbouwing in 2005, waarbij de passagiersterminal en het platform werden gerenoveerd, en de startbaan werd verlengd.

## Bereikbaarheid
De luchthaven bevindt zich op 25 kilometer van het centrum van Maceió.